# Алиса Ниджат
Алиса Ниджат (настоящее имя Алиса Гулам оглы Гусейнов, азерб.  Əlisa Qulam oğlu Hüseynov; род. 10 августа 1936, Лерик) — азербайджанский писатель, переводчик, историк.

## Биография
Алиса Ниджат родился 10 августа 1936 года в Лерике.
В 1955 году окончил среднюю школу № 3 Ленкорани. В 1957 году поступил на отделение библиотечного дела филологического факультета Азербайджанского государственного университета, окончив в 1963 году.
В 1955 году в газете «Литература и искусство» опубликовано его первое стихотворение «Одно слово». В 1959 году начал писать роман «Гызылбашар», который был опубликован только в 1983 году в издательстве «Yazıçı». 
В 1961 году был опубликован его первый рассказ «Спокойной ночи, звезды». В 1964 году вышла первая книга стихов «Летний вечер». В 1970 году была выпущена первая книга рассказов «Одна девочка, три платана».
В 1967—1969 годах работал в редакциях «Молодёжь» и «Инджесанат» Азербайджанского радио, затем в телекинообъединении «Экран». В 1973—1983 годах работал редактором и заведующим отделом в журнале «Наука и жизнь».
В 1983—1990 годах жил в Ленкорани, и в этот период написал повести «Зародушт», «Праздник рабства», «Ненужное», «Плутарха», «Искандер Македонский» (1982). Перевел книгу Мухаммада Тахира «Шейх Шамиль» (1983). 
В 1987 году вышел сборник рассказов и В 1990 году была издана книга «Глава племени», а также роман «Гянджали Мудрик». 
После распада СССР и достижения независимости в 1993—1994 годах издавал журнал «Туран». В период независимости: «История возвращается в сказки» (1993), «Разговор душ» (1994), «Полководцы мира» (1995), «Философы мира» (1995), «Вино печали» (1997), «Историки мира» (1998), «Сто великих азербайджанцев» (1999). Книги в значимых печатных типографиях страны были изданы под такими названиями, как «Карван» (2000), «Тарихин курубу» (2009).
28 апреля 1999 года решением ученого совета Института философии и права имени Бахманьяра НАНА Алисе Ниджат за эффективную научную и педагогическую деятельность присвоено звание Почетного доктора философии.
Библиография Алисы Ниджат состоит из 50 томов. Кроме того, автор переводов, стихов, эссе и рассказов.
Наиболее известен под псевдонимом «Алиса Ниджат».

## Избранные произведения
- Гянджинский мудрец (1990)
- История превращается в сказки (1993)
- Разговор духов (1994)
- Военачальники мира (1995)
- Разговор духов (1994)
- Военачальники мира (1995)
- Философы мира (1996)
- Вино печали (1997)
- Историки мира (1998)
- 100 великих азербайджанцев (1999)
- Караван (2000)
- Закат истории (2009)
- Конец сасанидов
- Эхрам (роман)
- Неукротимый Мир Джафар
- Ангелы и дьяволы
- Реза Хан
- Рыжие
- Явление
- Сатрап и демократ
- Артаксеркс и турки Мидии
- Взгляд века
- Загадочное сокровище
- Храм мудрости (2018)
- Соловей и роза (рассказ)
- 101 гений
- Золотая философия
- Тираны и рабы